# 床好
床好（とこよし、1964年11月29日 - ）は、大相撲の床山。本名は涌井好三。新潟県十日町市出身。時津風部屋所属。現在一等床山を務めている。

## 履歴
- 1980年3月場所 - 採用。
- 1999年以前 - 三等床山。
- 2001年1月場所 - 二等床山に昇進。
- 2011年1月場所 - 一等床山に昇進。